# Loser (3 Doors Down)
Loser is een nummer van de Amerikaanse rockband 3 Doors Down uit 2001. Het is de tweede single van hun debuutalbum The Better Life.
In tegenstelling tot voorganger "Kryptonite" deed "Loser" het minder goed in de hitlijsten. In de Amerikaanse Billboard Hot 100 haalde het de 55e positie. In Nederland haalde het de 6e positie in de Tipparade, en in Vlaanderen de 9e positie in de Tipparade.